# KK Jedinstvo Bijelo Polje
KK Jedinstvo Bijelo Polje (cirílico: Кошаркашки клуб Јединство Бијело Поље), conhecido como Jedinstvo 1950, é um clube profissional de basquete masculino sediado em Bijelo Polje, Montenegro. A equipe disputa a Erste Liga e manda seus jogos no Nikoljac Hall, com capacidade para 2 000 espectadores. O clube tem como patrocinador a Meridianbet.
Além disso, o Jedinstvo mantém uma escola de basquete aberta a todas as faixas etárias e categorias.

## História
O KK Jedinstvo foi fundado em 1950. Entre 1994 e 1998, competiu sob o nome Jugotes TNN. Durante as épocas da República Socialista Federal da Jugoslávia (RSFJ) e da República Federal da Jugoslávia (RFJ), o clube jogou principalmente nas divisões inferiores. Sua única participação na Primeira Divisão ocorreu na temporada 1994–95, quando terminou em 15.º lugar. Desde a independência de Montenegro e a criação do campeonato nacional na temporada 2006–07, o clube tem participado regularmente.

## Classificação do campeonato
| Temporada | Nível | Liga                | Posição                                    |
| --------- | ----- | ------------------- | ------------------------------------------ |
| 2006-07   | 1     | Primeira Liga Erste | 8º                                         |
| 2007-08   | 1     | Primeira Liga Erste | 9º                                         |
| 2008-09   | 1     | Primeira Liga Erste | 9º                                         |
| 2009-10   | 1     | Primeira Liga Erste | 10º                                        |
| 2010-11   | 1     | Primeira Liga Erste | 6º                                         |
| 2011-12   | 1     | Primeira Liga Erste | 9º                                         |
| 2012-13   | 1     | Primeira Liga Erste | 7º                                         |
| 2013-14   | 1     | Primeira Liga Erste | 8º                                         |
| 2014-15   | 1     | Primeira Liga Erste | 8º                                         |
| 2015-16   | 1     | Primeira Liga Erste | 8º                                         |
| 2016-17   | 1     | Primeira Liga Erste | 9º                                         |
| 2017-18   | 1     | Primeira Liga Erste | 8º                                         |
| 2018-19   | 1     | Primeira Liga Erste | 6º                                         |
| 2019-20   | 1     | Primeira Liga Erste | Cancelado devido à pandemia do coronavírus |
| 2020-21   | 1     | Primeira Liga Erste | 10º                                        |
| 2021-22   | 1     | Primeira Liga Erste | 6º                                         |
| 2022-23   | 1     | Primeira Liga Erste | 7º                                         |
| 2023-24   | 1     | Primeira Liga Erste | 12º                                        |

## Jogadores notáveis
| - Mihailo Drobnjak - Goran Sladojević - Ivica Vukotić - Danilo Drašković - Emir Hadžibegović - Duško Ivanović - Nemanja Knežević - Boris Lalović - Arso Leković | - Lazar Smolović - Mladen Šekularac - Dušan Cvetković - Filip Dumic - Ivan Gemaljević - Goran Ignjatović - Aleksandar Ivanović - Dušan Mažibrada - Dragan Mijajlović | - Danilo Mitrović - Miloš Mladenović - Nikola Munjić - Dejan Radulović - Nemanja Rakočević - Miloš Savković - Žarko Stanković - Mirko Tokalić - Vujadin Vorkapić | - Alex Brown - Anthony Chisley - Tyrell Corbin - Anthony Cousin - Daniel Cromwell - David Jackson - Anthony Jones - Andre Woodlin |